# Публій Корнелій Косс (військовий трибун з консульською владою 415 року до н. е.)
Пу́блій Корне́лій Косс (лат. Publius Cornelius Cossus; V століття до н. е.) — політичний і військовий діяч Римської республіки, військовий трибун з консульською владою (консулярний трибун) 415 року до н. е.

## Біографія
Походив з патриціанського роду Корнеліїв. Ймовірно був сином або небожем Авла Корнелія Косса, консула 428 року до н. е. Про молоді роки його відомостей немає.  
415 року до н. е. його було обрано військовим трибуном з консульською владою разом з Гаєм Валерієм Потітом Волузом, Нумерієм Фабієм Вібуланом і Квінтом Квінкцієм Цинціннатом. Того року римські війська проводили незначні військові дії проти міста Боли. Про безпосередню участь Публія Корнелія в них згадок немає. 
Після цього року відомостей про подальшу долю Публія Корнелія Косса не збереглося.

## Родина
Можливо його сином був Гней Корнелій Косс, військовий трибун з консульською владою 406, 404 і 401 років до н. е.